# Diecezja Aversa
Diecezja Aversa – łac. Dioecesis Aversana – diecezja Kościoła rzymskokatolickiego we Włoszech, w metropolii Neapolu, w regionie kościelnym Kampania.
Została erygowana w roku 1053.

## Główne świątynie
- Katedra: Katedra św. Pawła Apostoła w Aversie
- Bazyliki mniejsze:
  - Bazylika św. Sosjusza w Frattamaggiore
  - Bazylika św. Tammarusa w Grumo Nevano